# Corrida Internacional de São Silvestre de 2008
A Corrida Internacional de São Silvestre de 2008 foi a 84ª edição da prova de rua, realizada no dia 31 de dezembro de 2008, no centro da cidade de São Paulo, a prova foi de organização da Fundação Casper Líbero.
Os vencedores no masculino foi o queniano James Kipsang, enquanto no feminino foi a etíope Yimer Wude Ayalew.

## Resultados

#### Masculino
- 1. James Kipsang (Quênia) – 44m42s
- 2. Evans Cheruyot (Quênia) – 45m16s
- 3. Kiprono Mutai (Quênia) – 45m28s
- 4. Marco Joseph (Tanzânia) – 45m37s
- 5. William de Jesus (Colômbia) – 45m47s

#### Feminino
- 1. Yimer Wude Ayalew (Etiópia) – 51m37s
- 2. Fabiana Cristine da Silva (Brasil) – 52m28s
- 3. Marily dos Santos (Brasil) – 52m48s
- 4. Edielza Alves dos Santos (Brasil) – 53m02s
- 5. Luzia de Souza Pinto (Brasil) – 53m52s